# Živě!
Živě! je druhé řadové a první živé album české hudební skupiny Kabát.
Album bylo vytvořeno v roce 1992 výběrem z písní skupiny Kabát nahraných na koncertech v Brně a v Třebíči téhož roku. Skladba „Onanie“ se nikde jinde než na tomto albu nevyskytuje. Skladby: „Nechte mě bejt“, „Má ji motorovou“, „Máš to už za sebou“ pocházejí z alba Má ji motorovou. Ostatní skladby pocházejí z dema Orgasmus či z průběhu koncertování.
Seznam písní na tomto albu:
1. Onanie
2. Chlap co řval
3. Nechte mě bejt
4. Přátelé stárnou
5. Zase jsem na mol (složil a zazpíval Radek "Hurvajs" Hurčík)
6. Už jsou zase na koni
7. V útulcích pro ztracený
8. Žízeň
9. Rumovej rock 'n' roll
10. Má ji motorovou
11. Máš to už za sebou